# 3D Realms
3D Realms (juridiskt namn Apogee Software, Ltd.) är ett företag beläget i Garland, Texas som ägnar sig åt utveckling och utgivning av datorspel. Företaget grundades 1987. 3D Realms är mest kända för att ha populariserat shareware-distributionsmodellen och är skaparen av spelserier som Duke Nukem och Shadow Warrior, men har också gett ut andra spel som Commander Keen, Wolfenstein 3D, Duke Nukem 3D, Max Payne, och Prey. 3D Realms bildades juli 1994 som ett märke tillhörande Apogee Software som skulle fokusera på FPS-spel; företaget kom att fokusera helt på FPS-genren och är nu känt som 3D Realms men har fortfarande det juridiska namnet Apogee Software, Ltd.
Företaget upplöstes 2009 under utvecklingen av Duke Nukem Forever, men återuppstod 2014.

## Shareware
Till skillnad mot andra traditionella utgivare som sålde spel direkt i butik, så använde Apogee (likt många andra fristående utvecklare) sharewaremetoden för att sälja sina produkter, mestadels genom spridning genom BBS:er. Normalt fick användaren den första episoden av tre i ett spel gratis, och de andra två måste beställas genom postorder, en metod som senare blev känd som Apogeemodellen.
Apogees kommersiella succé ledde till att sharewaremodellen under en tid spred sig till andra stora datorspelsföretag som Capstone, Parallax Software, id Software, Activision och Epic Megagames. Apogee bytte senare till den traditionella återförsäljningsmodellen.

## Anmärkningsvärda spel

### Utvecklade av Apogee
- 1986 - Beyond the Titanic
- 1986 - Diamond Digger
- 1986 - Maze Runner
- 1987 - Kingdom of Kroz II
- 1987 - Supernova
- 1990 - Word Whiz
- 1991 - Arctic Adventure
- 1991 - Crystal Caves
- 1991 - Duke Nukem
- 1992 - Secret Agent
- 1992 - Word Rescue
- 1993 - Cosmo's Cosmic Adventure
- 1993 - Bio Menace
- 1993 - Major Stryker
- 1993 - Duke Nukem II
- 1993 - Monster Bash
- 1994 - Rise of the Triad
- 1995 - Realms of Chaos
- 1996 - Stargunner

### Utgivna av Apogee
- 1990 - Commander Keen Invasion of the Vorticons - id Software
- 1991 - Commander Keen Goodbye Galaxy! - id Software
- 1991 - Dark Ages - Scenario Software
- 1991 - Monuments of Mars - Scenario Software
- 1991 - Jumpman Lives! - Shamusoft Designs
- 1991 - Paganitzu - Trilobyte
- 1992 - Wolfenstein 3D - id Software
- 1993 - Alien Carnage (även känt som Halloween Harry) - SubZero Software
- 1993 - Blake Stone: Aliens of Gold - JAM
- 1994 - Boppin - Accursed Toys
- 1994 - Hocus Pocus - Moonlite Software
- 1994 - Raptor: Call of the Shadows - Mountain King Studios
- 1994 - Wacky Wheels - Beavis Soft
- 1996 - Death Rally - Remedy Entertainment